# Percy (Mancha)
Percy foi uma comuna francesa na região administrativa da Normandia, no departamento Mancha. Estendia-se por uma área de 36,95 km². Em 2010 a comuna tinha 2 693 habitantes (densidade: 72,9 hab./km²).
Em 1 de janeiro de 2016, passou a formar parte da nova comuna de Percy-en-Normandie.